# Ascalaphus quadrimaculatus
Ascalaphus quadrimaculatus là một loài côn trùng trong họ Ascalaphidae thuộc bộ Neuroptera. Loài này được Lichtenstein miêu tả năm 1796.